# Казахстански тенге
Казахстански тенге (каз. Қазақстан теңгесі, рус. Казахстанский тенге; ISO 4217: KZT) је званична валута Казахстана. Један тенге дели се на 100 тијина (тиын). Тенге у преводу значи вага. Порекло води од туркијске речи тег. Руска реч за новац, деньги, је слична и истог је порекла. Реч тенге нема множину.
Тенге је уведен у новембру 1993. као замена за руску рубљу по курсу 1 тенге = 500 рубаља.
Тенге издаје Народна Банка Казахстана. Инфлација током 2006. је износила 8,6%.
Папирне новчанице се издају у апоенима од 200, 500, 1000, 2000, 5000 и 10 000 тенге а ковани новац у апоенима од 5, 10, 20, 50 и 100 тенге и ређе од 1 и 2 тенге.